# I Liceum Ogólnokształcące im. Mikołaja Kopernika w Gdańsku

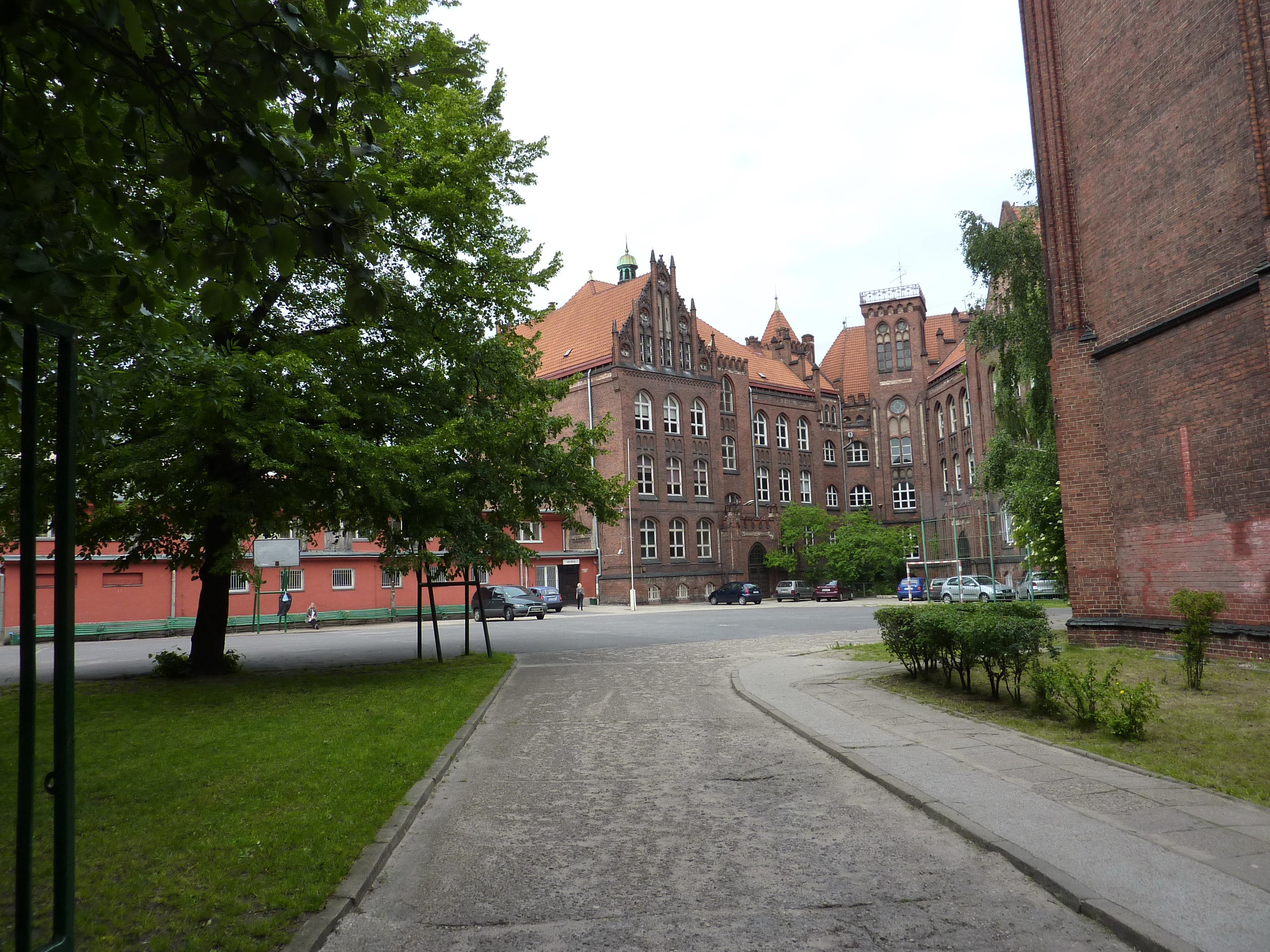
Gmach od strony ulicy Wałowej

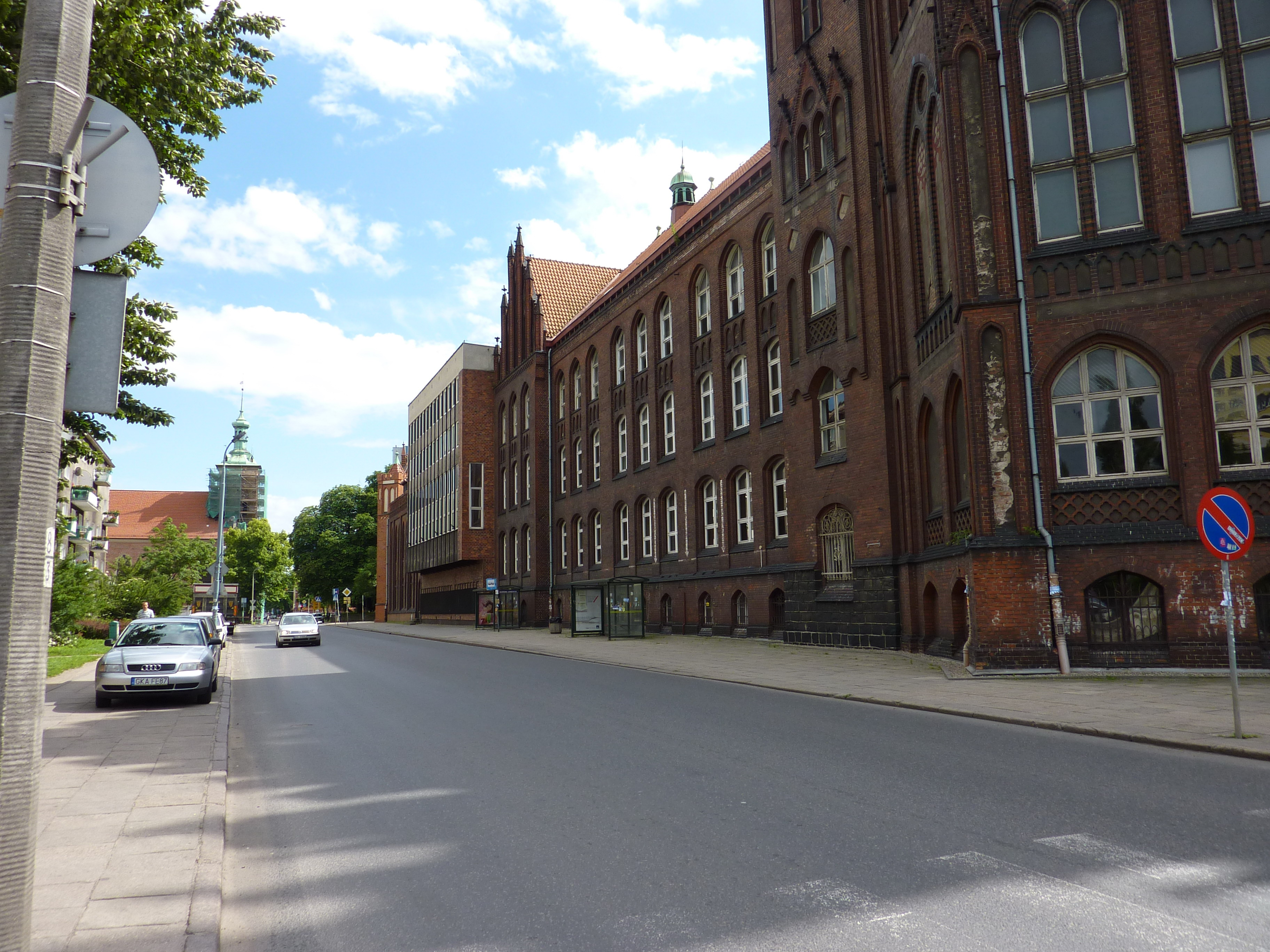
Gmach od strony ulicy Łagiewniki, w sąsiedztwie Biblioteki Gdańskiej PAN. W oddali kościół św. Jakuba

I Liceum Ogólnokształcące im. Mikołaja Kopernika w Gdańsku – jedna z najstarszych szkół średnich w Gdańsku. Mieści się w zabytkowym gmachu, zbudowanym w latach 1902–1904 jako Szkoła Realna św. Piotra, zwana potocznie „Petrichule”.

## Historia
Pierwsza wzmianka o szkole parafii Starego Przedmieścia pw. św. Piotra i Pawła (niem. Schule zu St. Petri und Pauli) pochodzi z 1436 roku. Mieściła się ona w kamienicy od wschodu kościoła (Am St.Petrikirchhof) – dziś trawnik przy Zaułku Ormiańskim. 15 stycznia 1818 roku przekształcono tę szkołę w Oberrealschule (zu) St. Petri und Pauli. Obecny budynek w stylu bałtyckiego neogotyku, znajdujący się między Hansaplatz (ul. Wały Piastowskie), Am Jakobstor (ul. Wałowa) a Schüssel Damm (ul. Łagiewniki), wzniesiono w latach 1902–1904 według projektu architekta i inspektora budowlanego K. Kleeflda. Szkoła powstała na splantowanym Bastionie Jakuba. Z powodu niestabilności gruntu w zasypanej fosie budynek nie wychodzi poza obrys dawnego bastionu i częściowo go powtarza (zachodnia pierzeja od strony Hansaplatz).
W chwili wybudowania była największą i najnowocześniejszą szkołą na terenie ówczesnych Prus Wschodnich.
Nauka w I Państwowym Gimnazjum i Liceum w Gdańsku rozpoczęła się 7 czerwca 1945 roku. 4 września 1945 roku rozpoczęto nowy rok szkolny 1945/1946 dla 540 uczniów w 16 oddziałach (dziewięciu klasach ciągu normalnego oraz siedmiu klasach ciągu skróconego). W tym czasie nauka szkolna opierała się na systemie szkolnictwa średniego z okresu międzywojennego, czyli na sześciu klasach szkoły podstawowej, czterech klasach gimnazjum (mała matura) i dwuletnim liceum typu matematyczno-fizycznego, przyrodniczego lub humanistycznego (duża matura).
Organy w auli (dawnej kaplicy) zniszczono po 1947 roku. W latach 50. XX wieku zamalowano znajdujący się w auli obraz Karla Zieglera przedstawiający uroczyste wodowanie pancernika „Lothringen”, dokonane w obecności Wilhelma II i Augusty Wiktorii. W 2015 r. został on odrestaurowany. Salę gimnastyczną odbudowano w 1958. Dawniej szkoła posiadała też obserwatorium astronomiczne.
Imię Mikołaja Kopernika nadano 25 kwietnia 1964 roku.
Budynek szkoły i ogrodzenie wpisane są do gdańskiej Gminnej Ewidencji Zabytków z wyłączeniem obiektów i obszarów z terenu d. stoczni gdańskiej pod numerem 1547.

## Rankingi
Gdańska Jedynka w Rankingu Liceów „Rzeczpospolitej” i „Perspektyw” uzyskała następujące wyniki:
| Rok  | Miejsce w województwie | Miejsce w Gdańsku |
| ---- | ---------------------- | ----------------- |
| 2010 | 10.                    | 3.                |
| 2011 | 6.                     | 4.                |
| 2012 | 8.                     | 4.                |
| 2013 | 8.                     | 5.                |
| 2014 | 9.                     | 5.                |
| 2015 | 8.                     | 5.                |
| 2016 | 10.                    | 5.                |
| 2017 | 10.                    | 5.                |
| 2018 | 10.                    | 5.                |
| 2019 | 12.                    | 6.                |
| 2020 | 8.                     | 5.                |
| 2021 | 7.                     | 5.                |
| 2022 | 6.                     | 5.                |

## Progi punktowe

### Progi punktowe w 2017 r.
| Klasa                                     | Próg punktowy w r. 2017 | Średnia punktów w r. 2017 |
| ----------------------------------------- | ----------------------- | ------------------------- |
| 1A (humanistyczna)                        | 159,20                  | 168,62                    |
| 1B (akademicka matematyczno-fizyczna)     | 164,40                  | 170,44                    |
| 1C (politechniczna matematyczno-fizyczna) | 163,60                  | 169,99                    |
| 1D (ekonomiczna)                          | 159,00                  | 165,10                    |
| 1E (medyczna)                             | 161,80                  | 170,82                    |

W 2017 I LO zajęło czwarte miejsce wśród gdańskich liceów w zestawieniu Collegium Gedanense analizującym wysokość progów punktowych (na pierwszym miejscu uplasowała się Topolówka, na drugim – V LO, na trzecim – II LO).

### Progi punktowe w 2018 r.
| Klasa                                     | Próg punktowy w r. 2018 | Średnia punktów w r. 2018 |
| ----------------------------------------- | ----------------------- | ------------------------- |
| 1A (humanistyczna)                        | 158,40                  | 166,59                    |
| 1B (akademicka matematyczno-fizyczna)     | 168,60                  | 175,26                    |
| 1C (politechniczna matematyczno-fizyczna) | 162,00                  | 168,23                    |
| 1D (ekonomiczna)                          | 162,20                  | 167,21                    |
| 1E (medyczna)                             | 162,60                  | 168,48                    |

## Nauczyciele
- Wojciech Bonisławski, polonista

## Dyrektorzy szkoły
Według opisu ze strony internetowej szkoły:
- Bernard Janik (1945–1948)
- Dominik Wysocki (1949–1961)
- Maria Rut (1961–1972)
- Mirosława Skrok (1972–1982)
- Regina Honchera (1982–1990)
- Teresa Trzebiatowska-Data (1991–2001)
- Andrzej Nowakowski (2001–2014)
- Elżbieta Krupa-Grabowska (2014–nadal)